# Pál Dunay
Pál Dunay (ur. 12 czerwca 1909 w Budapeszcie, zm. 17 lipca 1993 tamże) – węgierski szermierz, dwukrotny medalista mistrzostw świata.
Podczas mistrzostw świata w Warszawie w 1934 roku (oficjalnie zawody tego cyklu rozgrywane są pod tą nazwą dopiero od 1937) zdobył złoty medal w szpadzie indywidualnej. Na podium wyprzedził Szwedów: Gustafa Dyrssena i Hansa Drakenberga. Na rozgrywanych rok później mistrzostwach świata w Lozannie Węgrzy w składzie: Béla Bay, Pál Dunay, Aladár Gerevich, János Hajdú, Ferenc Idranyi i Lajos Maszlay zdobyli drużynowo brązowy medal.
Na igrzyskach olimpijskich w Berlinie w 1936 roku dotarł do ćwierćfinałów turnieju indywidualnego szpadzistów, a w szpadzie drużynowej odpadł w pierwszej rundzie. Brał też udział w igrzyskach olimpijskich w Londynie w 1948 roku, gdzie był piąty w szpadzie drużynowej i florecie drużynowym. W szpadzie indywidualnej ponownie odpadł w ćwierćfinałach.
W czasie II wojny światowe był oficerem armii węgierskiej. Zdobył łącznie 14 tytułów mistrza kraju: 5 w szpadzie (1 indywidualny), 6 we florecie (2 indywidualne) oraz 3 w szabli.
Po zakończeniu kariery pracował jako trener. Prowadził między innymi reprezentację Egiptu.
Syn olimpijczyka Bertalana Dunaya.